# Talaja (Magadan)
Talaja (russisch Та́лая) ist eine Siedlung und Kurort in der Oblast Magadan (Russland) mit 364 Einwohnern (Stand 1. Oktober 2021).

## Geographie

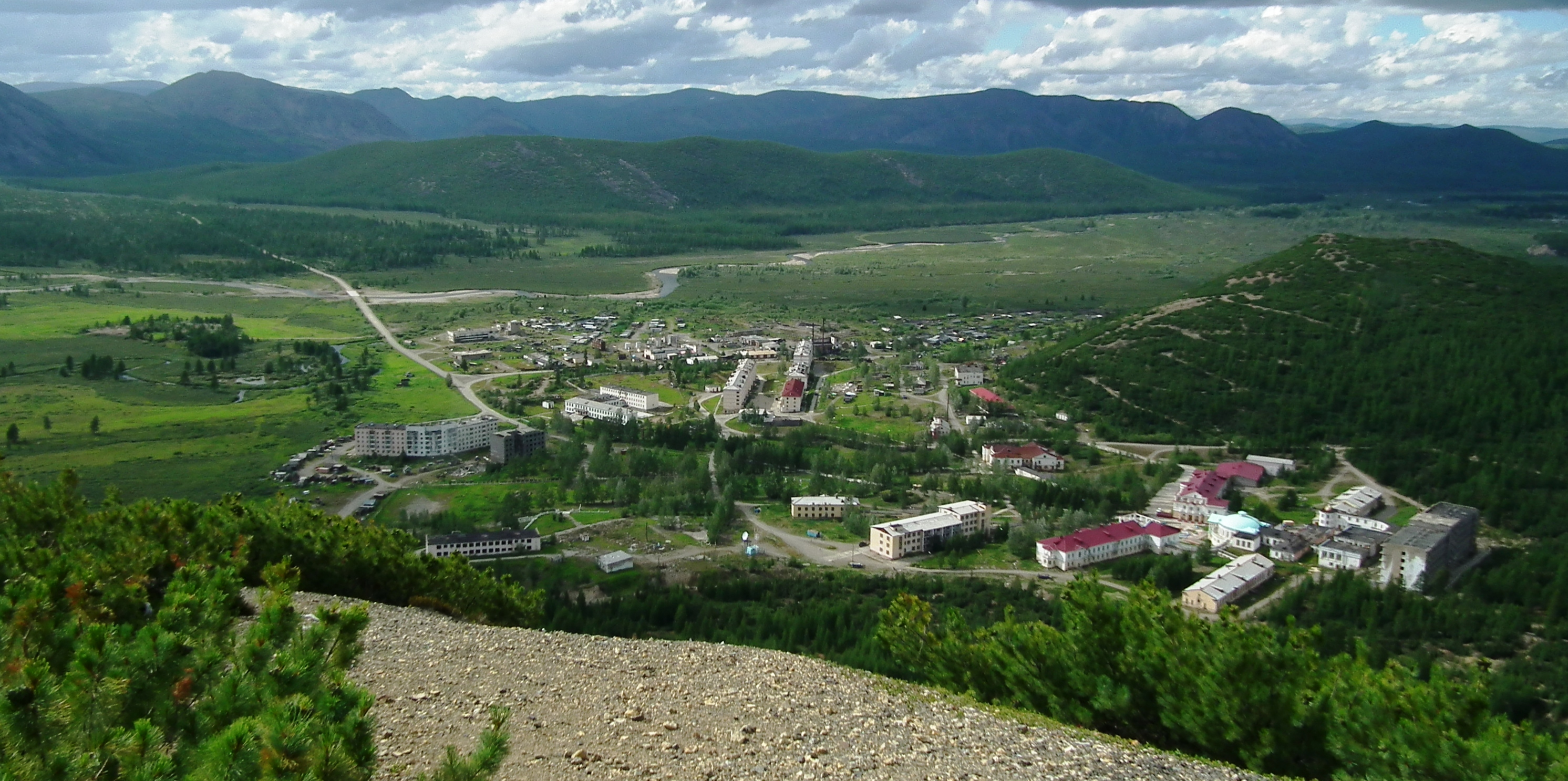
Gesamtansicht der Siedlung

Der Ort liegt knapp 200 km Luftlinie nordnordöstlich des Oblastverwaltungszentrums Magadan am rechten Ufer der Talaja, eines linken Nebenflusses des rechten Kolyma-Zuflusses Bujunda.
Talaja gehört zum Rajon Chassynski und befindet sich etwa 140 km nordöstlich von dessen Verwaltungszentrum Palatka. Die Siedlung ist Sitz und einzige Ortschaft  der Stadtgemeinde (gorodskoje posselenije) Possjolok Talaja.

## Geschichte
Der Ort wurde 1904 gegründet, nachdem dort 1868 von Kaufmann Afanassi Buschujew eine Heilwasserquelle entdeckt worden war. In der sowjetischen Periode entwickelte sich Talaja zum einzigen regional bedeutsamen balneologischen Kurort auf Grundlage einer Thermalquelle sowie Heilschlammvorkommen im nahen Nalimnoje-See.
Von 28. Mai 1963 bis 2019 besaß Talaja den Status einer Siedlung städtischen Typs und ist seither ländliche Siedlung (possjolok).

### Bevölkerungsentwicklung
| Jahr | Einwohner |
| ---- | --------- |
| 1970 | 2266      |
| 1979 | 3525      |
| 1989 | 4412      |
| 2002 | 1136      |
| 2010 | 422       |
| 2021 | 364       |

Anmerkung: Volkszählungsdaten

## Verkehr
Talaja ist Endpunkt einer gut 30 km langen Straße, die nördlich von Atka, unweit des Passes über den Maimadschinski-Kamm des Kolymagebirges von der Fernstraße R504 Kolyma abzweigt. Die R504 verbindet Magadan mit Nischni Bestjach bei Jakutsk.